# إرنست كروسبي
إرنست كروسبي (بالإنجليزية: Ernest Crosbie)‏ هو عداء مشي أمريكي، ولد في 6 ديسمبر 1909 في ويست ديربي في المملكة المتحدة، وتوفي في 27 يوليو 1979 في ترافيرس سيتي في الولايات المتحدة.

## وصلات خارجية
- إرنست كروسبي على موقع أوليمبيديا (الإنجليزية)